# Gesztenyebarna-sapkás álszajkó
A gesztenyebarna-sapkás álszajkó (Pterorhinus mitratus) a madarak osztályának verébalakúak (Passeriformes) rendjébe és a Leiothrichidae családjába tartozó faj.

## Rendszerezése
A fajt Salomon Müller német ornitológus írta le 1835-ben, a Timalia nembe Timalia mitrata néven. Egyes szervezetek a Garrulax nembe sorolják Garrulax mitratus néven.

## Alfajai
- Pterorhinus mitratus major (Robinson & Kloss, 1919)
- Pterorhinus mitratus mitratus (S. Muller, 1836)

## Előfordulása
Délkelet-Ázsiában, Indonézia, Malajzia és Thaiföld területén honos. Természetes élőhelyei a szubtrópusi vagy trópusi síkvidéki és hegyi esőerdők, valamint szántóföldek. Állandó, nem vonuló faj.

## Megjelenése
Testhossza 24 centiméter.
|  |

## Életmódja
Rovarokkal táplálkozik.

## Természetvédelmi helyzete
Az elterjedési területe nagy, egyedszáma pedig csökken. A Természetvédelmi Világszövetség Vörös listáján mérsékelten fenyegetett fajként szerepel.